# Schronisko w Podciętej Turni na Lipówce
Schronisko w Podciętej Turni na Lipówce – jaskinia typu schronisko na wzgórzu Lipówki w miejscowości Olsztyn w województwie śląskim, w powiecie częstochowskim. Pod względem geograficznym znajduje się na Wyżynie Mirowsko-Olsztyńskiej będącej częścią Wyżyny Częstochowskiej.

## Opis obiektu
Znajduje się u zachodniej podstawy skały o nazwie Podcięta Turnia. Na skale tej uprawiana jest wspinaczka skalna. Schronisko składa się z dużego okapu i znajdującego się u podstawy skały krótkiego i zaciskającego się korytarzyka. Okap ma 11 metrów długości i wysięg ok. 2 m, korytarzyk znajduje się na jego środku.
Schronisko powstało w wapieniach jurajskich na fudze międzywarstwowej. Ma gładkie ściany bez nacieków, są w nich natomiast krasowe kieszenie i kotły. W zakamarkach ścian rośną paprocie zanokcice murowe. Namulisko składa się z drobnego gruzu wapiennego zmieszanego z próchnicą.

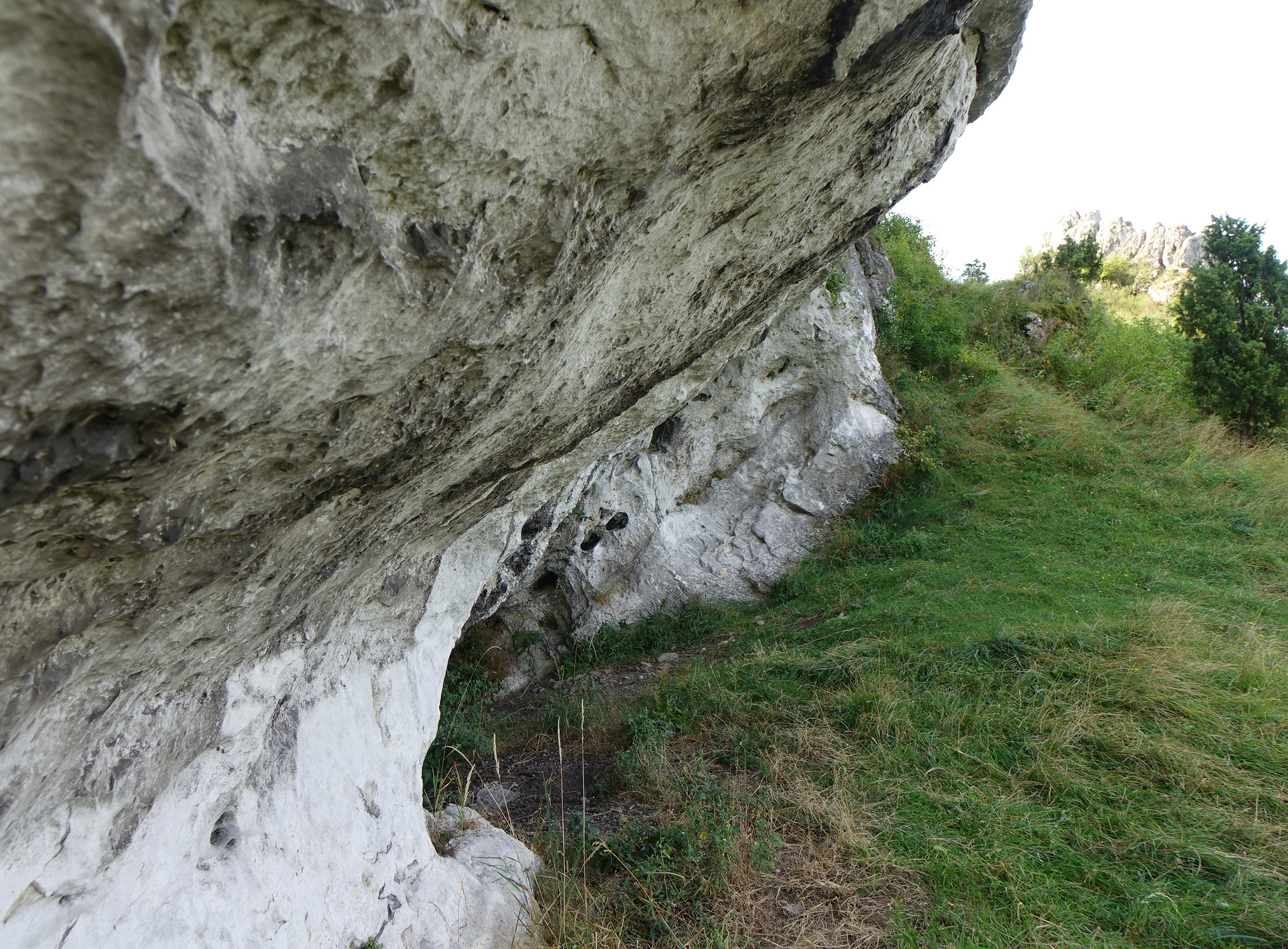
Okap
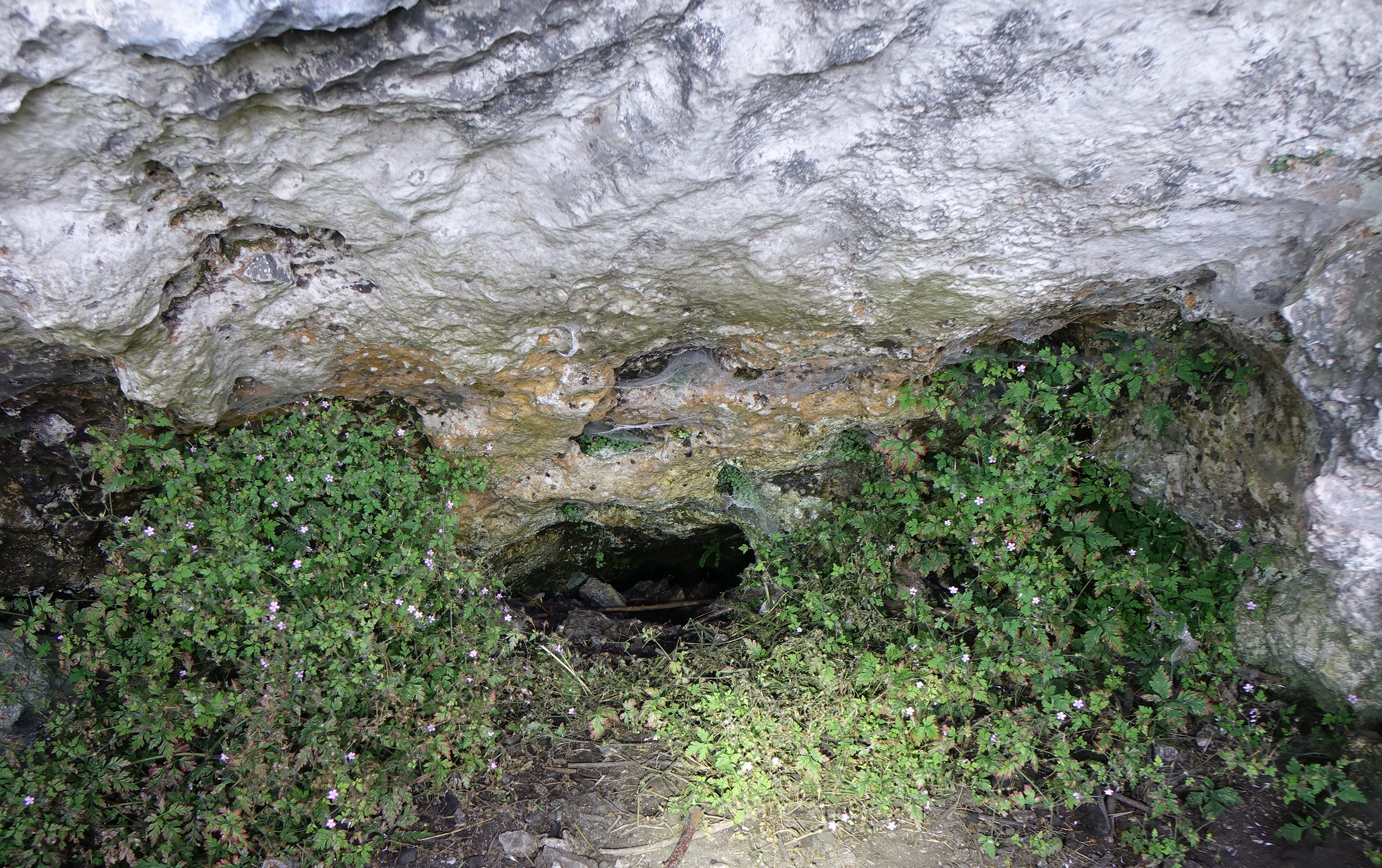
Korytarzyk u podstawy okapu

Nas Lipówkach znajduje się jeszcze druga jaskinia – Jaskinia w Lipówce.